# Regering-Dolimont
De regering-Dolimont (15 juli 2024 - heden) is de huidige regering van het Waalse Gewest dat werd gevormd na de verkiezingen van 2024. Deze regering volgde de regering-Di Rupo III op en wordt ook wel de Azuurcoalitie genoemd (naar de kleuren van de coalitiepartijen MR en Les Engagés).

## Samenstelling
De regering-Dolimont telt in totaal 8 ministers (5 voor MR en 3 voor Les Engagés). Vier ministers maken ook deel uit van de Regering van de Franse Gemeenschap (Regering-Degryse): Adrien Dolimont, Yves Coppieters, Valérie Lescrenier en Jacqueline Galant.
| Naam | Naam                        | Partij | Partij      | Functie en bevoegdheden |
| ---- | --------------------------- | ------ | ----------- | --- |
|      | Adrien Dolimont (1988)      |        | MR          | Minister-President en Minister Begroting, Financiën, Dierenwelzijn, Internationale Betrekkingen en Wapenvergunningen                           |
|      | François Desquesnes (1971)  |        | Les Engagés | Viceminister-president en Minister Ruimtelijke Ordening, Bedrijfsterreinen, Openbare Werken, Mobiliteit, Verkeersveiligheid en Lokale Besturen |
|      | Pierre-Yves Jeholet (1968)  |        | MR          | Viceminister-president en Minister Economie, Werkgelegenheid, Industrie en Opleiding                                                           |
|      | Anne-Catherine Dalcq (1992) |        | MR          | Minister Landbouw, Landelijkheid, Natuur, Jacht, Visserij en Bossen                                                                            |
|      | Yves Coppieters (1968)      |        | Les Engagés | Minister Gezondheid, Leefmilieu, Sociale Economie, Sociale Actie, Handicap, Armoedebestrijding, Gezinnen, Gelijke Kansen en Vrouwenrechten     |
|      | Valerie Lescrenier (1979)   |        | Les Engagés | Minister Toerisme, Erfgoed en Infrastructuur van de Kinderopvang                                                                               |
|      | Cécile Neven (1967)         |        | MR          | Minister Energie, Lucht-Klimaatplan, Huisvesting en Luchthavens                                                                                |
|      | Jacqueline Galant (1974)    |        | MR          | Minister Sportinfrastructuur, Ambtenarenzaken en Administratieve Vereenvoudiging                                                               |

### Centrale functie
|  | Functie en bevoegdheden                    | Naam         | Partij | Partij |
|  | ------------------------------------------ | ------------ | ------ | ------ |
|  | Voorzitter Parlement van het Waalse Gewest | Willy Borsus |        | MR     |

Dehousse I · 
Damseaux · 
Dehousse II · 
Wathelet · 
Coëme · 
Anselme · 
Spitaels · 
Collignon I · 
Collignon II · 
Di Rupo I · 
Van Cauwenberghe I · 
Van Cauwenberghe II · 
Di Rupo II ·
Demotte I ·
Demotte II ·
Magnette ·
Borsus ·
Di Rupo III ·
Dolimont ·